# 30272 D'Mello
30272 D'Mello è un asteroide della fascia principale. Scoperto nel 2000, presenta un'orbita caratterizzata da un semiasse maggiore pari a 2,6379678 UA e da un'eccentricità di 0,0548086, inclinata di 0,89446° rispetto all'eclittica.